# Baciami tu
Baciami tu è una canzone scritta da Daniele Coro e Federica Camba. È il primo singolo estratto dal secondo album di Federica Camba, Buonanotte sognatori.

## Il brano
Il brano è stato reso disponibile come singolo per l'airplay radiofonico a partire dal 22 marzo 2013.
Il brano racconta la voglia di sorvolare sui problemi di un rapporto, con un gesto semplice ma risolutivo come il bacio. I tipi di baci che si possono dare sono tanti, ma in questo caso è il gesto simbolico di una promessa di appartenenza. Riguardo al brano, la stessa Federica Camba ha dichiarato:
Mentre riguardo alla nascita del brano racconta:

## Il video
Il 28 marzo 2013 sul sito web del TGCOM "Speciale musica" è stato caricato il video del singolo. Il video è stato girato da Luca Tartaglia, protagonista l'attore Michele Venitucci.
Del brano esiste anche una versione lyric video, uscita il 24 marzo 2013 sulla pagina YouTube della cantante, raccogliendo oltre 25 000 visualizzazioni.